# For Whom the Bell Tolls (Metallica)
For Whom the Bell Tolls is een single van de Amerikaanse metalband Metallica. Het nummer komt van het album Ride the Lightning en is geschreven door James Hetfield, Lars Ulrich en Cliff Burton. Het nummer is gebaseerd op de roman For Whom the Bell Tolls van Ernest Hemingway. De intro van het nummer bevat vooral geluid van de basgitaar, die Cliff Burton van 1984 tot 1986 met de vingers speelde (zonder plectrum). Sinds zijn komst bij Metallica in 2003 doet Robert Trujillo dit ook en in 2020 nog steeds.
Het nummer werd ook opgenomen in hun live-album uit 1999, S&M (Symphony and Metallica), waar Metallica optrad met het San Francisco Symphony Orchestra.

## Muzikanten
- James Hetfield - zang en slaggitaar
- Cliff Burton - basgitaar
- Kirk Hammett - gitaar
- Lars Ulrich - drums

## Trivia
- Het nummer is ook bekend van de live-versie van de VHS video Cliff 'em All (later ook op dvd), een eerbetoon aan de in 1986 overleden bassist Cliff Burton, waar een aparte live-versie te zien is, gemaakt door een amateur, maar van goede kwaliteit.
- For Whom the Bell Tolls werd ongeveer tien maal gecoverd, vooral op verzamel-cd's.
- For Whom the Bell Tolls wordt ook gebruikt als intro bij de film Zombieland.